# Ahaggar

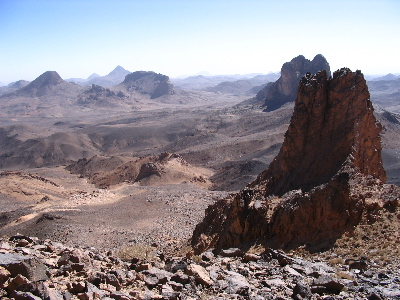
Ahaggar

Ahaggar este un lanț muntos parțial vulcanic, parțial format din șisturi cristaline, situat în centrul Saharei, pe teritoriul Algeriei. Masivul ocupă o sprafață de 480.000 de kilometri pătrați. 
 Munții Ahaggar sunt cei mai înalți munți din Sahara algeriană. Arabii când se referă la masiv, folosesc denumirea de Hoggar. Cel mai înalt vârf al Munților Ahaggar este Tahat, care măsoară 2.918 metri înălțime. De Ahaggar se leagă numeroase legende și mituri, povestite de stăpânii de necontestat ai regiunii, tuaregii. Munții Ahaggar, neobișnuiți, aspri și fascinanți, alcătuiesc unul dintre cele mai captivante peisaje ale Saharei. 

Ahaggar farmecă prin stâncile negre de origine vulcanică și prin blocuri uriașe de bazalt, care se ridică drept din mijlocul dunelor de nisip ale Saharei. "Catedralele de bazalt", cum sunt supranumite aceste formațiuni de piatră, sunt de fapt vârfurile craterelor vulcanilor, cândva activi, din regiune. Urmele erupțiilor din trecut sunt vizibile în zona de munte din întreg sudul Algeriei. Uneori acestea iau forme ciudate de columne și de conuri, formate prin răcirea lavei vulcanice.

## Geologie
Orogeneza masivului Ahaggar a avut loc în câteva etape succesive, determinate de mișcările scoarței terestre. Ultimul proces de acest tip a avut loc în același timp cu formarea Alpilor. Formațiunile neobișnuite de piatră, care pot fi admirate în prezent în Ahaggar, provin din această perioadă, încheiată acum câteva milioane de ani. Formațiunile alcătuiesc în prezent un veritabil muzeu vulcanic.

## Climă
Clima este tropicală foarte aridă, cu mari variații de temperatură, cantități mici de precipitații (până la 50 mm pe an). Iarna sunt posibile înghețurile în timpul nopții și căderile de zăpadă. Temperaturile medii anuale: +4°C în ianuarie și +35°C în iulie.

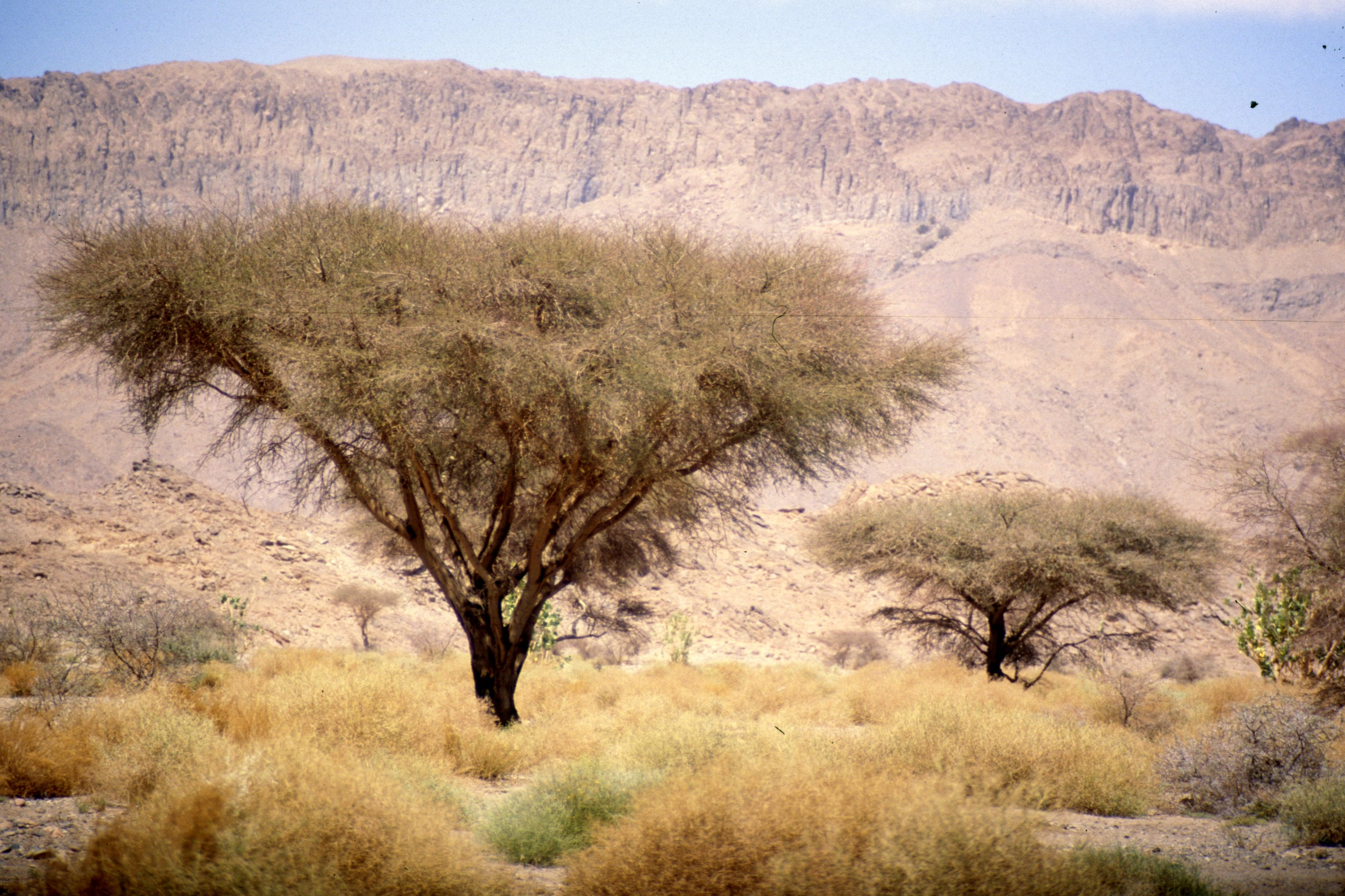
Acacia

## Vegetație
Urmele de vegetație sunt rare. Numai în văile "wadi" cresc din loc în loc ierburi uscate și câte un copac izolat, în principal acacia, care este rezistent la condițiile vitrege din deșert. Ploile se pot lăsa așteptate chiar și câțiva ani la rând. Ariditatea care domnește în Munții Ahaggar exclude posibilitatea exploatării agricole. Numai în oazele puțin numeroase, care au acces la apă, se cultivă cereale, legume și fructe, mai ales curmale.

## Fauna
Fauna este alcătuită din: vulpi de deșert, hiene, gazele, dromaderi, reptile.
shi multe altele

## Economia
Îndeletnicirea dominantă este păstoritul, cu care se ocupă stăpânii adevărați ai deșerului, tuaregii.
Agricultura: creșterea ovinelor, a caprinelor și a cămilelor; culturi în oaze.

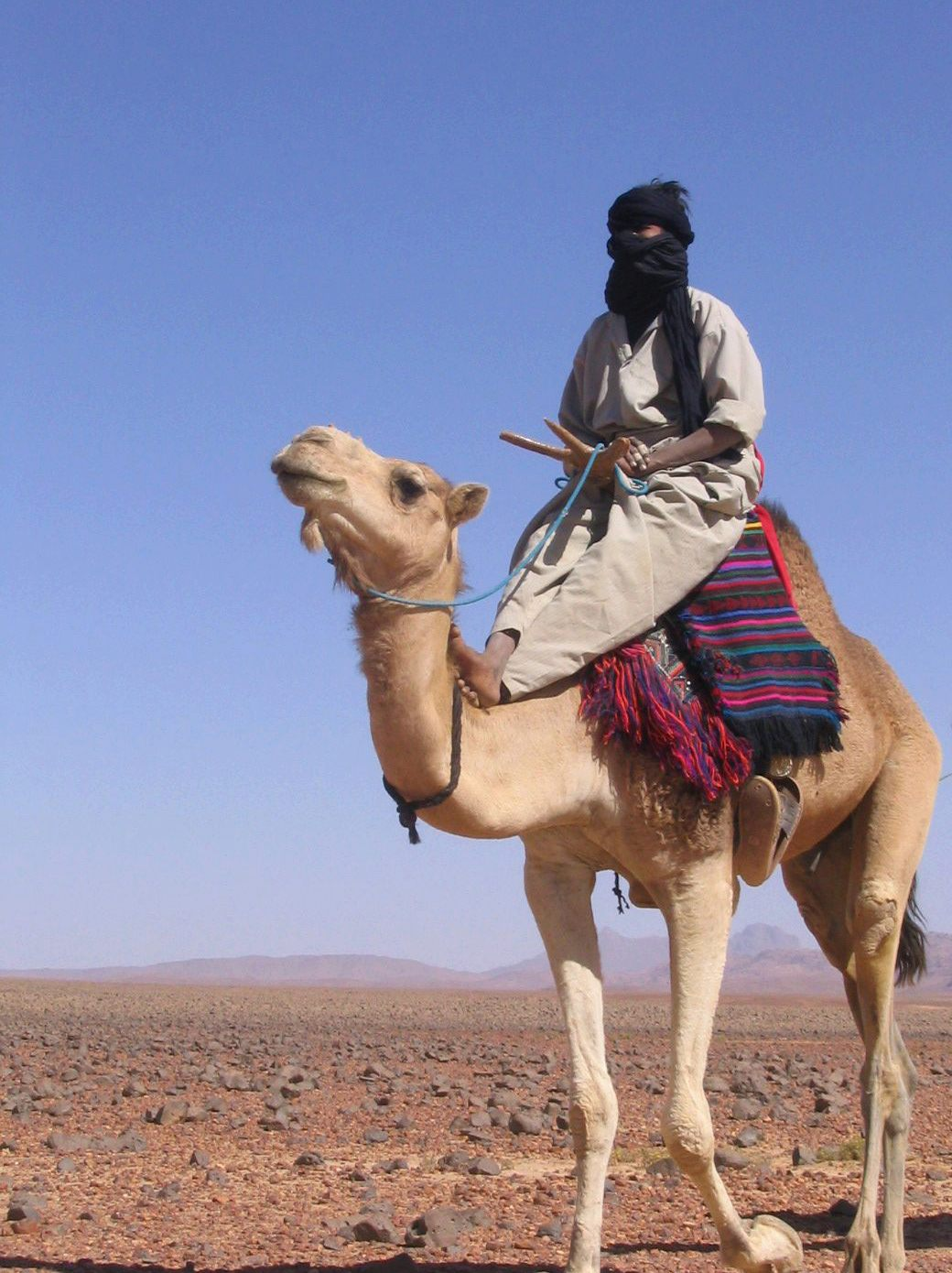
Nomazi

## Populație
Regiunea este populată de nomazi. Orașele In-Amguel, Tazrouk, Tahifet și Ideles numără numai 10.000 de locuitori. Oamenii care trăiesc în zonele deșertice folosesc rezervoare specifice de apă: adâncituri naturale în rocă, în care apa de ploaie se păstrează un timp mai îndelungat, în așteptarea călătorului însetat.

## Turism
Călătoria prin Munții Ahaggar începe din orașul Tamanghasset (fostul Tamanrasset). Numai mașinile de teren sunt capabile să îi poarte pe călători la destinație fără probleme. Iar destinația acestora este de regulă Assekrem, de unde se pot admira panorama Saharei și stâncile risipite pe suprafața nisipurilor sale. Călătorul în Munții Ahaggar, imediat înainte de apusul soarelui, pate admira fenomene optice unice în felul lor. lumina apusului reliefează mai puternic contururile stâncilor, iar unele columne de bazalt amintesc de statui ridicate în deșert de mâinile iscusite ale unor artiști excentrici. La marginea masivului, peisajul nu mai este atât de neobișnuit. În apropiere de localitățile Tamanghasset și Tazrouk, stâncile de granit își pierd farmecul. De aici începe universul sărăcăcios al florei și apar primele așezări umane.

## Galerie

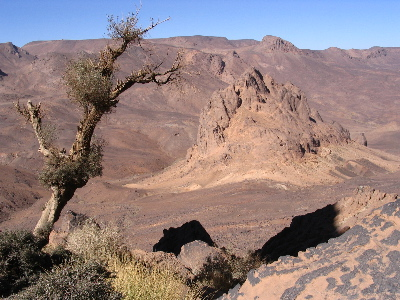
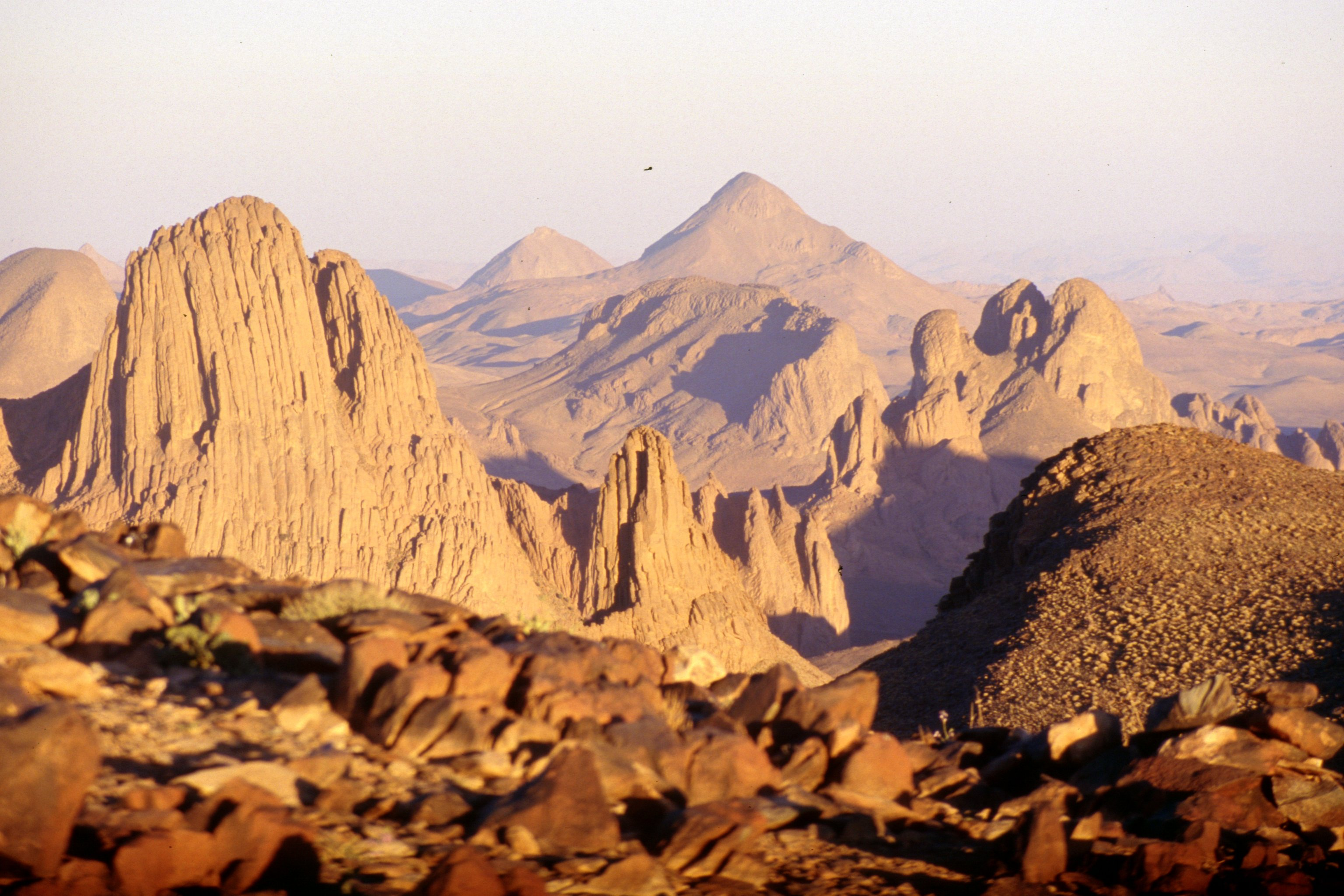
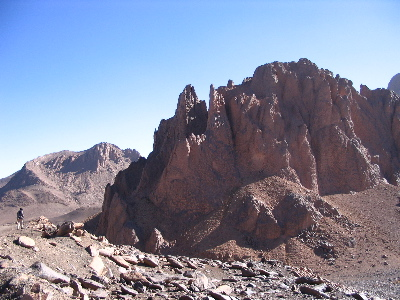
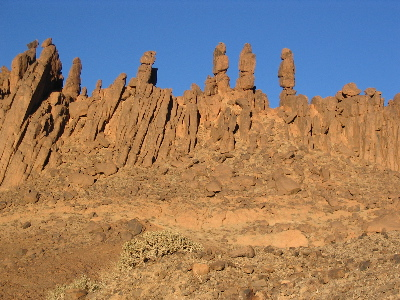
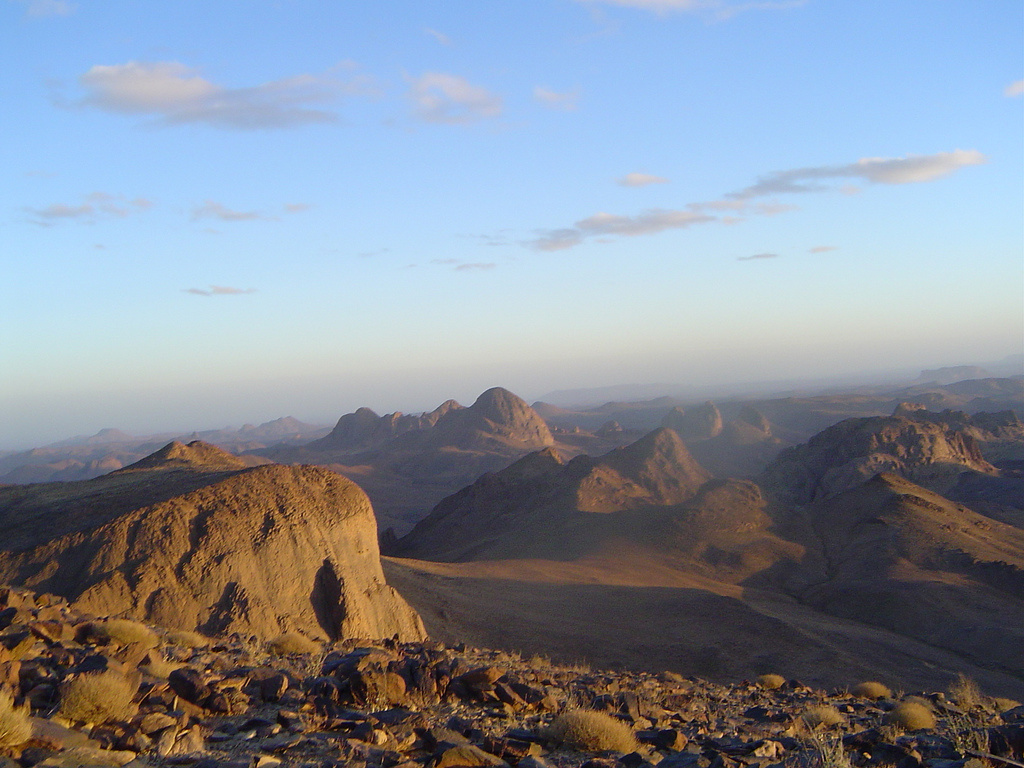
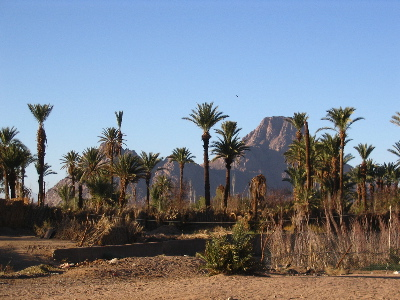
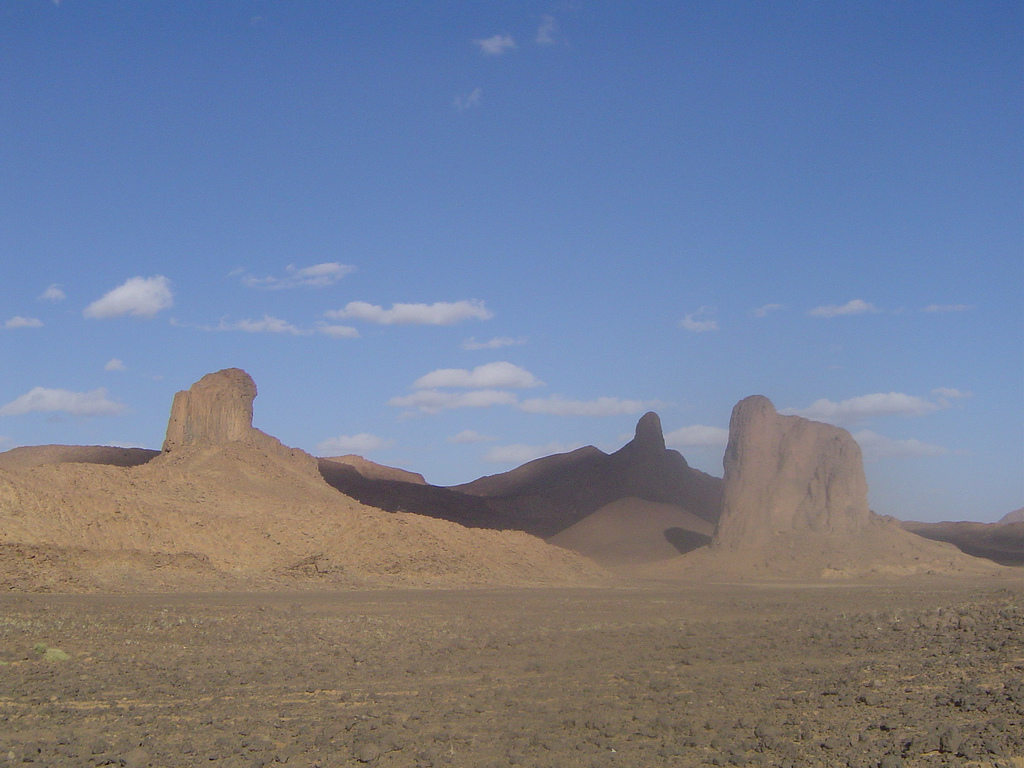
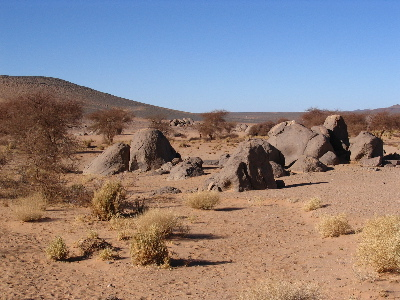
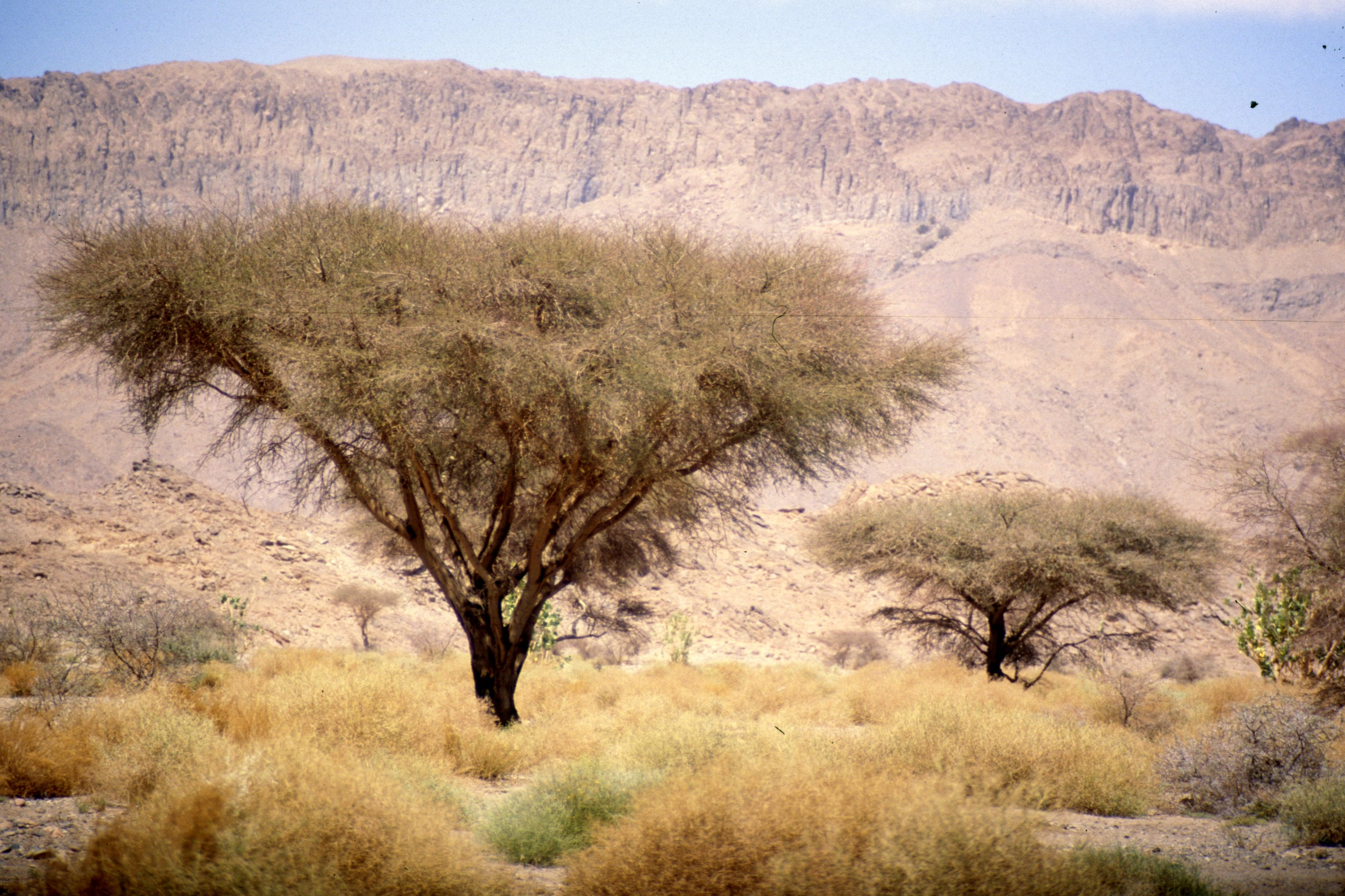
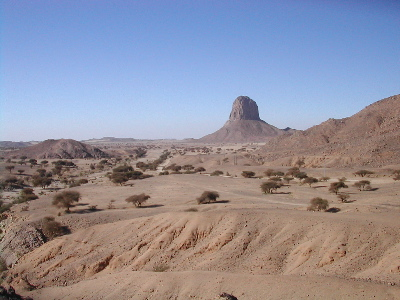
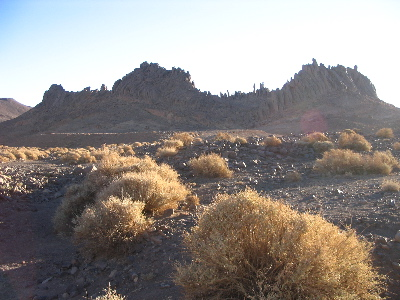
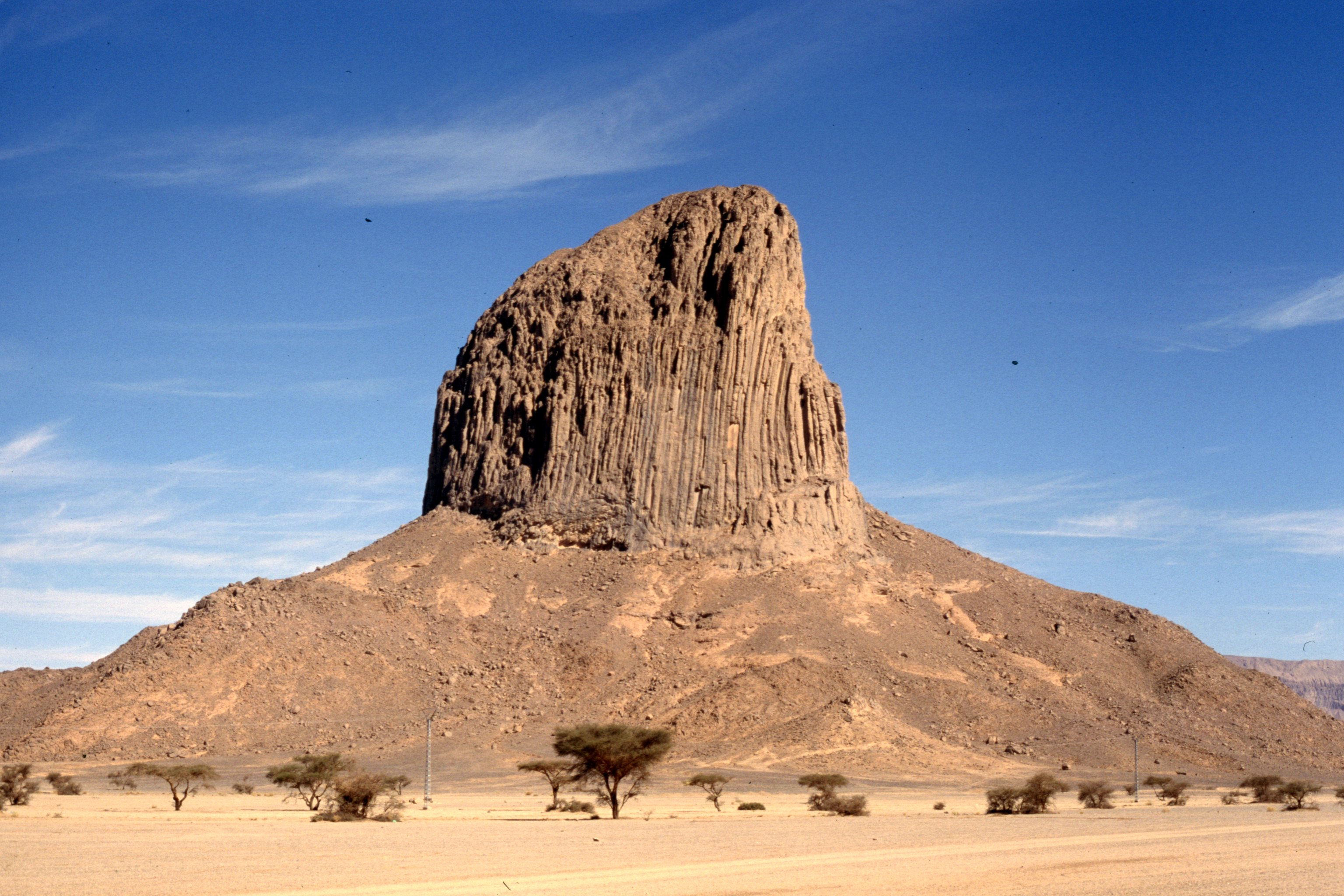